# Hacienda Ibarburu
La hacienda Ibarburu, situada en el municipio de Dos Hermanas (Provincia de Sevilla, España) en el kilómetro 558 de la Carretera Nacional IV constituye un
magnífico ejemplo del tipo arquitectónico de las haciendas de olivar del ámbito sevillano. Su conjunto de edificaciones puede apreciarse como un elemento que configura el propio paisaje rural en el que está inserta.
Sus orígenes se remontan al siglo XVII, si bien su período constructivo más importante, el que la conformó definitivamente como hoy la conocemos, pertenece a la segunda mitad del siglo XVIII, época que otorgó al conjunto su carácter barroco-clasicista. 
Junto a este lenguaje académico, el conjunto presenta muestras de la tradición arquitectónica local en las técnicas constructivas de las naves destinadas a la transformación de la
materia prima, en los pilares de ladrillo y mampuesto, los arcos del mismo material y las cubiertas de madera en artesa o en colgadizo.
El uso de la almagra en todas las fachadas del inmueble, otorgándole un color rojizo que la destaca en el paisaje de forma llamativa, la singulariza y distingue del conjunto de haciendas cercanas.

## Descripción
La hacienda Ibarburu es un inmueble con una tipología eminentemente
rural configurada en torno a diferentes patios alrededor de los cuales
se organizan dos zonas principales: La zona de labor y la de señorío.
El patio de labor es un espacio de grandes proporciones que presenta
un empedrado en toda su superficie. En el centro de este espacio abierto
se encuentra una fuente de mar circular que, por su tipología, puede servir
de abrevadero. Es el primer espacio abierto de distribución que presenta
el inmueble en planta para su ordenación, al que asoman las dependencias
destinadas a vivienda para los caseros, caballerizas, naves para el ganado,
gañanías y cocheras.
Las caballerizas, de planta rectangular, están cubiertas por una techumbre
de vigas de madera sostenida por columnas de mármol con capiteles
de pencas y en ellas se distribuyen las diferentes cuadras.
La nave para el ganado estabulado y cosechas ocupa en planta la totalidad
del flanco noroeste. Comunica con el patio de labor mediante varios
vanos, de diferentes tipologías. Construida mediante la colocación de doble
línea de pilares de sección cuadrada de aristas rematadas que sostienen
una prolongada sucesión de catorce arcos de medio punto en los que
resaltan las líneas de las impostas. Todo este espacio queda cubierto en
la parte intermedia con techumbre de madera a dos aguas y en las laterales
con cubiertas del mismo material en colgadizo.
La zona de la hacienda destinada a señorío ocupa el flanco opuesto
al patio de labor. Presenta en parte de su fachada una doble arquería
de arcos rebajados sobre columnas de mármol, que conecta con la torre
mirador situada en ángulo, que es de planta cuadrada y tiene en el segundo
piso un balcón en cada una de sus caras. En la parte posterior de esta
vivienda señorial se encuentra un patio ajardinado de planta cuadrada
con una pequeña fuente octogonal en el centro. Está acotado en dos de
sus lados por un muro de cerramiento, permitiendo la conexión con otro
de los patios dedicada a las funciones agrícolas en la parte trasera del
inmueble, al que asoma un doble pórtico de arcos de medio punto sobre
pilares de sección cuadrangular.
Al exterior, la fachada principal, de gran desarrollo horizontal, se
encuentra dividida por la presencia de la portada principal, único elemento
vertical del conjunto, la cual se divide en dos cuerpos: El inferior, formado
por un vano de medio punto enmarcado entre dos pilastras de orden
toscano que sostienen el entablamento decorado con figuras geométricas;
y el superior formado por una espadaña, con campana y el nombre de
la hacienda, rematándose con un frontón triangular. En ambos se establece
un criterio de alternancia cromática que resalta sus elementos y realza
la composición. Esta portada contrasta con el resto de la fachada por
el tratamiento que exhibe de una arquitectura culta.
El resto de las fachadas del inmueble son de carácter mucho más funcional,
de ahí el reparto desordenado de los vanos que responden a la
distribución interna del inmueble.
La fachada noroeste presenta en todo su recorrido un sistema de contrafuertes
resaltados en color almagra que contrastan con el encalado del
resto del muro, del que sobresale una torre mirador, mientras que la fachada
sudoeste presenta sólo un muro de cerramiento de mediana altura
que ejerce de límite para el jardín doméstico y los corrales de la parte
posterior.
En cuanto a los materiales y sistemas constructivos, la hacienda Ibarburu presenta un esquema de construcción muy homogéneo en todas las partes del inmueble. La estructura portante se resuelve mediante muros de carga de fábrica de ladrillo, enfoscados y pintados. Sobre éstos se dispone la armadura de madera de soporte de la cubierta, que en las dependencias auxiliares se deja vista, con correas de madera y tablero del mismo material sobre el que se dispone la cubrición de teja cerámica curva. En las dependencias que presentan dos plantas, el forjado es también de viguetas de madera con tablero del mismo material, relleno y solería sobre éste.
La peculiaridad más destacada de este edificio radica en el color almagra que se ha aplicado a la totalidad de sus muros, marcando un juego con la alternancia del blanco reservado para la línea de cornisas y los ribetes de los vanos.
Desde el año 2017, momento en que los últimos guardeses fueron despedidos por los diferentes propietarios de la Hacienda (herederos de la familia Pickman, constructora-inmobiliaria ACP Level, SLU., y Junta de Compensación SNP-18 Ibarburu, de la que es accionista el propio ayuntamiento de Dos Hermanas), el BIC ha sido objeto de numerosos expolios que han acabado con la mayoría de sus tesoros artísticos, ya irrecuperables, como la capilla, la balconada superior, y los sucesivos incendios, presuntamente provocados en 2019, que han acabado con parte de la techumbre del primer cuerpo. Desde entonces, su estado es ruinoso y ninguna administración se hace cargo. Se permietró con una valla de alambre en 2019, ya casi inexistente, y desde entonces no han cesado tanto los expolios como el vandalismo y los depósitos de basuras, escombros y uralita.
El 28 de julio de 2021 entró a formar parte de la "Lista Roja del Patrimonio" de la Asociación Hispania Nostra.